# 岸蒼太
岸 蒼太（きし そうた、2008年10月14日 ‐ ）は、日本のアイドル、俳優、子役、ジュニア。
東京都出身。ミューズ→SMILE-UP.（旧ジャニーズ事務所）→STARTO ENTERTAINMENT所属。

## 来歴
2017年、ミューズにスカウトされて芸能界入り。2019年には『天才てれびくんYOU』でてれび戦士として活動する。2020年7月1日にジャニーズ事務所に入所し、ジャニーズJr.として活動する。

## 出演

### テレビドラマ
- つまらない住宅地のすべての家（2022年10月10日 - 11月16日、NHK総合） - 丸川亮太 役[4]

### バラエティ
- 天才てれびくんYOU（2019年、NHK Eテレ） - てれび戦士[3]

### PV
- NEWS「「生きろ」」（2018年）[2]

### 舞台
- CRAZY×BOTTOM〜僕たちのyell日記〜（2018年）[5]
- FLAME〜ホシの導きとトキの哀しみ〜（2019年3月28日 - 31日、吉祥寺シアター） - フレイム（子供時代） 役[6]
- JOHNNYS' IsLAND THE NEW WORLD（2022年1月1日 - 19日[注 1]、帝国劇場）[8]
- JOHNNYS' World Next Stage（2023年1月1日 - 26日、帝国劇場）[9]
- 帝国劇場2024年新春公演「Act ONE」（2024年1月1日 - 27日、帝国劇場）[10]
- MASSARA（2024年9月4日 - 29日、新橋演舞場） [11]

### コンサート
- JOHNNYS' Experience（2022年5月3日 - 8日、東京グローブ座）[12]
- マイナビ　サマステライブ2024　SUMMER GO！MIRAI GO！東だ！西だ！全員集合（2024年7月19日 - 28日、EX THEATER ROPPONGI）[13]
- SHOWbiz 2025（2025年1月5日 - 13日、有明アリーナ）[14]

### イベント
- 第40回 マイナビ 東京ガールズコレクション 2025 SPRING/SUMMER（2025年3月1日、国立代々木競技場第一体育館）[15]